# Cabo Goubat
Das Cabo Goubat ist ein Kap an der Wilkins-Küste des Palmerlands auf der Antarktischen Halbinsel. Es liegt westlich des Kap Reichelderfer und östlich des DeBusk Scarp.
Argentinische Wissenschaftler benannten es nach Leutnant Raúl Ernesto Goubat (1886–1955) von der Fuerza Aérea Argentina. 